# كاتشار
كاتشار رمزها «CA» (بالإنجليزية: Cachar)‏ ، هو تقسيم إداري لدولة الهند تتبع ولاية أسام (بالإنجليزية: Assam)‏ ، مركزها هو مدينة سيلشار (بالإنجليزية: Silchar)‏ عدد سكانها
حسب تعداد سنة 2001 هو 1,442,141 ، مساحتها 3,786 كم² وكثافة السكان 381 لكل كم² .